# Ljubiša Samardžić
Ljubiša Samardžić, srbsky Љубиша Самарџић (* 19. listopadu 1936, Skopje – 8. září 2017, Bělehrad), zvaný Smoki byl srbský herec a režisér.
Pochází z rodiny horníka, vystudoval Hereckou akademii v Bělehradě a působil ve známém studentském divadle Atelier 212. Ve filmu debutoval v roce 1961 a už se k divadelní práci nevrátil. Hrál ve válečných filmech (Sen, Sutjeska, Bitva na Neretvě) i v komediích (Táta na neurčito). Jeho nejslavnější rolí je hlavní postava seriálu Horký vítr (1980). V letech 1985-1991 byl členem Ústředního výboru Svazu komunistů Jugoslávie. V devadesátých letech založil se synem Draganem produkční společnost Cinema Design, v níž režíroval roku 2000 film Nebeský hák o bombardování Bělehradu. Srbské vlastenectví se projevuje i v jeho dalších filmech Husí pírko (2004) a Vraní koně (2007).